# Anathix aggressa
Anathix aggressa là một loài bướm đêm trong họ Noctuidae.